# Pterostylis
Genre
Classification phylogénétique
Pterostylis est un genre d'environ 120 espèces de la famille des Orchidaceae qu'on trouve en Nouvelle-Zélande, Australie, Nouvelle-Guinée et Nouvelle-Calédonie.
Leur nom vient du grec: pteron: aile, stylis: colonne, car toutes les fleurs de ce genre ont les pétales latéraux (ailes) très longs, formant une colonne (voir photo).
Ce sont des orchidées terrestres dont les fleurs forment avec leurs sépales et leurs pétales un long tube vert (couleur de la fleur le plus souvent). La partie inférieure de la fleur (le labelle) a, lorsqu'elle est touchée par un insecte, la particularité de basculer et de former avec les autres pétales et sépales un long tube, dont l'insecte doit se dégager en marche arrière, en venant au contact des étamines.

## Espèces

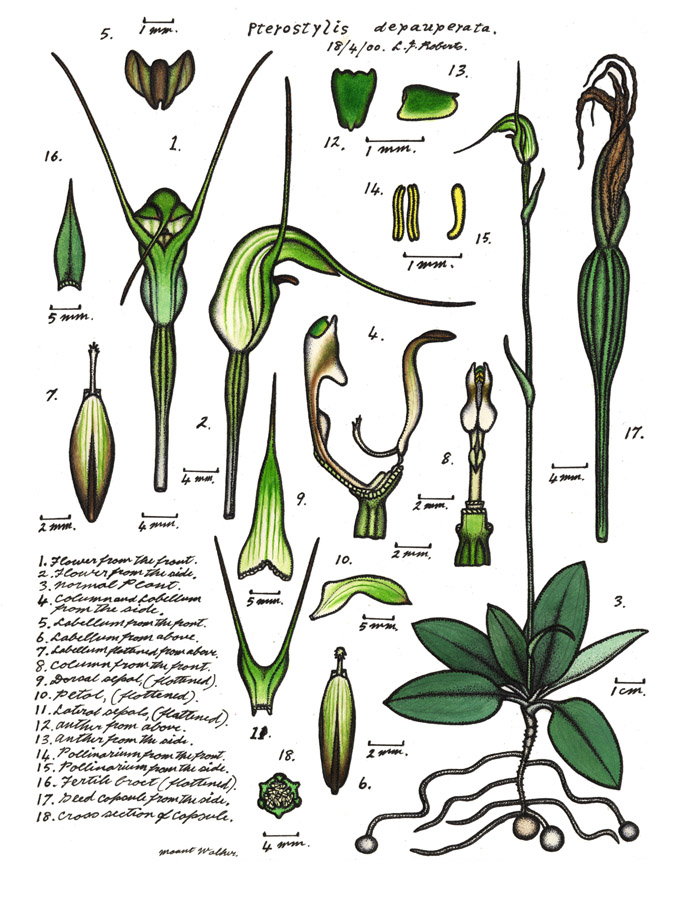
Pterostylis depauperata, planche descriptive de Lewis Roberts, "Orchids of far north-eastern Queensland" (1995-2003)

- Pterostylis depauperata, planche descriptive de Lewis Roberts, "Orchids of far north-eastern Queensland" (1995-2003)Pterostylis acuminata

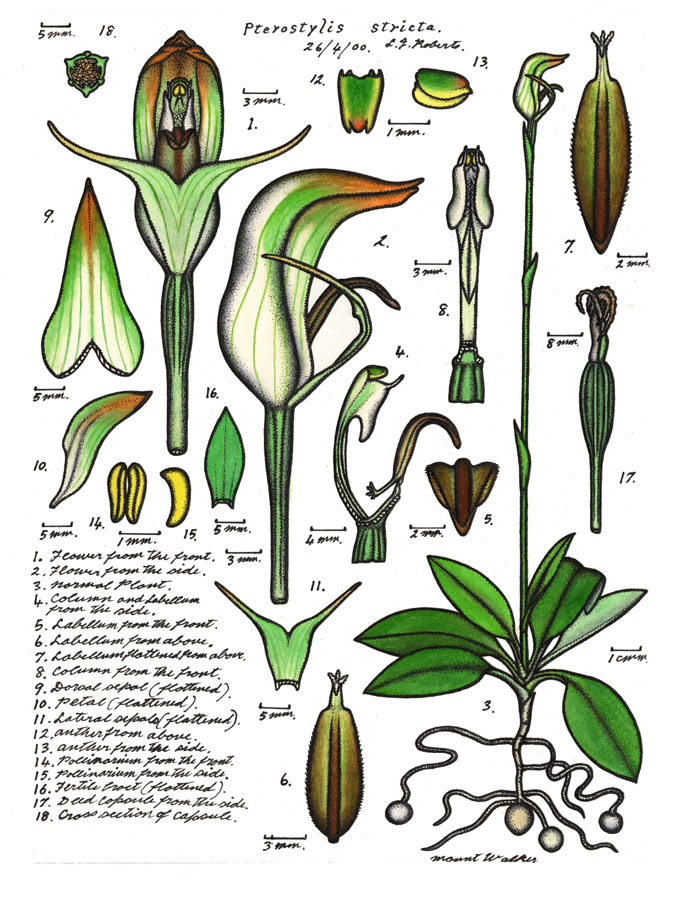
Pterostyllis stricta, planche descriptive de Lewis Roberts, "Orchids of far north-eastern Queensland" (1995-2003)

- Pterostylis agathicola
- Pterostyllis stricta, planche descriptive de Lewis Roberts, "Orchids of far north-eastern Queensland" (1995-2003)Pterostylis alveata
- Pterostylis alobula
- Pterostylis areolata
- Pterostylis auriculata
- Pterostylis australis
- Pterostylis banksii
  - var. banksii
  - var. silvicultrix
- Pterostylis baptistii
- Pterostylis barbata
- Pterostylis basaltica
- Pterostylis brumalis
- Pterostylis caulescens
- Pterostylis cardiostigma
- Pterostylis cernua
- Pterostylis coccina
- Pterostylis collina
- Pterostylis concinna
- Pterostylis cucullata
- Pterostylis curta
- Pterostylis cycnocephala
- Pterostylis despectans
- Pterostylis foliata
- Pterostylis gibbosa
- Pterostylis graminea
- Pterostylis grandiflora
- Pterostylis humilis
- Pterostylis irsoniana
- Pterostylis irwinii
- Pterostylis micromega
- Pterostylis montana
  - var. montana
  - var. rubricaulis
- Pterostylis mutica
- Pterostylis nana
- Pterostylis nutans
- Pterostylis oliveri
- Pterostylis ophioglossa
- Pterostylis papuana
- Pterostylis parviflora
- Pterostylis patens
- Pterostylis paludosa
- Pterostylis plumosa
- Pterostylis porrecta
- Pterostylis praetermissa
- Pterostylis puberula
- Pterostylis reflexa
- Pterostylis revoluta
- Pterostylis rufa
- Pterostylis sanguinea
- Pterostylis saxicola
- Pterostylis tanypoda
- Pterostylis tasmanica
- Pterostylis tristis
- Pterostylis trullifolia
  - var. gracillis
  - var. trullifolia
- Pterostylis venosa
- Pterostylis woolsii